# Berani Zlín
Le HC Zlín est le club de hockey sur glace de la ville de Zlín en République tchèque. L'équipe sénior évolue dans l'Extraliga, plus haute division tchèque depuis 1993. En 2004, l'équipe remporte le titre de champion de République tchèque.

## Histoire
Créée en 1929, sous le nom de SK Baťa Zlín en référence au sponsor de l'équipe, Bata Shoes.
Les différents noms portés par le club sont les suivants :
- 1945 - ZK Baťa Zlín
- 1948 - Sokol Botostroj Zlín
- 1949 - Sokol Svit Gottwaldov
- 1958 - TJ Gottwaldov
- 1990 - TJ Zlín, SK Zlín, AC ZPS Zlín
- 1997 - HC ZPS - Barum Zlín
- 1999 - HC Barum Continental
- 2000 - HC Continental Zlín
- 2002 - HC Hamé Zlín
- 2007 - HC RI OKNA Zlín
- 2008 - PSG Zlín

Le 1er janvier 1993, à la suite de la partition de la Tchécoslovaquie, l'équipe quitte le championnat tchécoslovaque, le club rejoint nouvelle division Élite. En 2004, l'équipe remporte son premier titre dans le championnat devant Thomas J. Bata, ancien joueur de l'équipe et fils du fondateur des Bata Shoes en 1894, Tomáš Baťa.